# Gnophos conferta
Gnophos conferta là một loài bướm đêm trong họ Geometridae.